# Buque cisterna

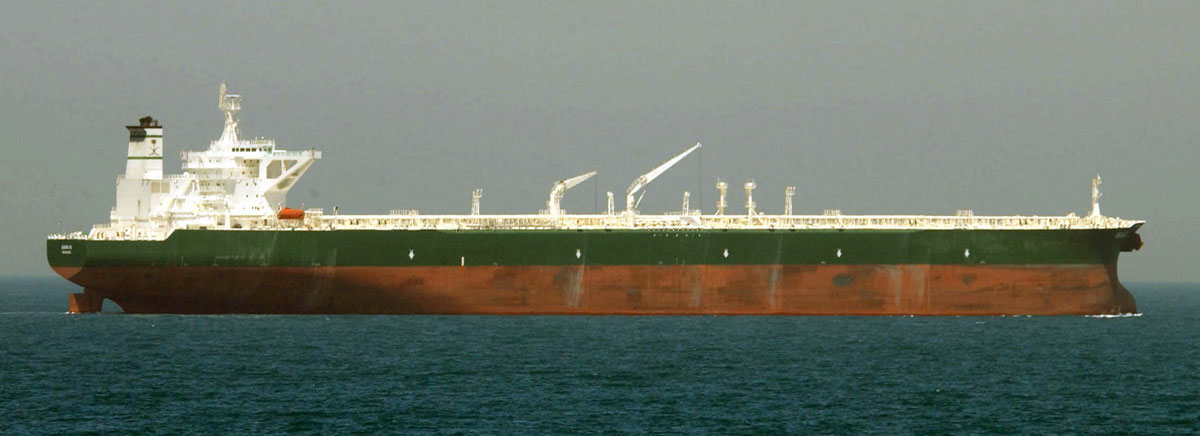
Superpetrolero comercial de crudo AbQaiq

Un  buque cisterna o buque tanque es un buque diseñado para transportar o almacenar líquidos o gases a granel.  Los principales tipos de buques cisterna son el petrolero, el quimiquero y el gasero. Los buques cisterna también transportan productos básicos como aceites vegetales, melaza y vino. En la Armada de los Estados Unidos, un buque cisterna utilizado para repostar a otros buques se denomina oiler, o bien «petrolero de reabastecimiento» si además de combustible puede suministrar provisiones. Muchas otras marinas utilizan los términos petrolero y petrolero de reabastecimiento.

## Descripción
Los buques cisterna pueden tener una capacidad que va desde varios cientos de toneladas, que incluye buques para el servicio de pequeños puertos y asentamientos costeros, hasta varios cientos de miles de toneladas, para el transporte de largo alcance. Además de los buques cisterna oceánicos o marítimos, también hay buques cisterna especializados en navegación interior que operan en ríos y canales con una capacidad media de  carga de hasta unos miles de toneladas. Los petroleros transportan una amplia gama de productos, entre ellos:
- Productos relacionados con los Hidrocarburos como petróleo, gas licuado de petróleo (GLP), y gas natural licuado (GNL)
- Productos químicos, como amoníaco, cloro y monómero de estireno
- Agua dulce
- Vino
- Melaza
- Zumo de cítricos

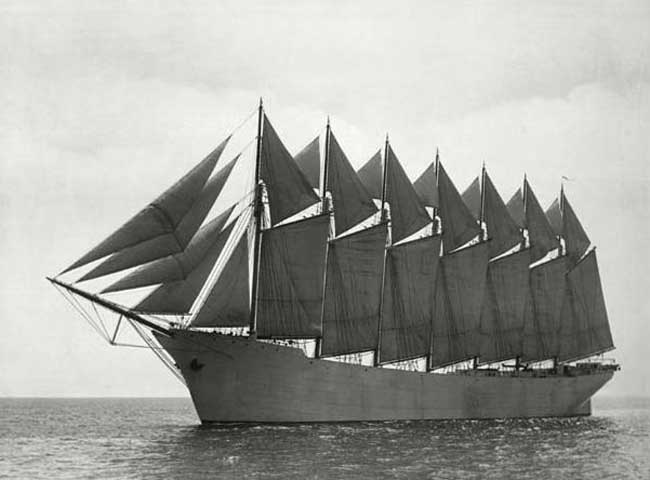
El Thomas W. Lawson (1902), convertido en 1906 en el primer buque cisterna de vela del mundo.

Los buques cisterna son un concepto relativamente nuevo, que data de los últimos años del siglo XIX. Antes, la tecnología no permitía el transporte de líquidos a granel. El mercado tampoco estaba orientado al transporte o la venta de cargas a granel, por lo que la mayoría de los buques transportaban una amplia gama de productos diferentes en distintas bodegas y comerciaban fuera de las rutas fijas. Los líquidos solían cargarse en barriles, de ahí el término "tonelaje", que se refiere al volumen de las bodegas en términos de cuántas tuns o barriles de vino podían transportarse. Incluso el agua potable, vital para la supervivencia de la tripulación, se estibaba en barriles. El transporte de líquidos a granel en los primeros barcos planteaba varios problemas:
- Las bodegas: en los barcos de madera las bodegas no eran lo suficientemente estancas al agua, al aceite o al aire para evitar que una carga líquida se estropeara o se filtrara. El desarrollo de los cascos de hierro y acero resolvió este problema.
- Carga y descarga: Los líquidos a granel deben ser bombeados: el desarrollo de bombas y sistemas de tuberías eficaces fue vital para el desarrollo del petrolero. Se desarrollaron motores de vapor como motores primarios para los primeros sistemas de bombeo. Ahora se necesitaban también instalaciones de manipulación de la carga en tierra, así como un mercado para recibir el producto en esa cantidad. Los barriles podían descargarse con grúas normales, y la naturaleza incómoda de los barriles significaba que el volumen de líquido era siempre relativamente pequeño, lo que mantenía el mercado más estable.
- Efecto de superficie libre: una gran masa de líquido transportada a bordo de un barco afectará a la estabilidad del mismo, especialmente cuando el líquido fluye alrededor de la bodega o el tanque en respuesta a los movimientos del barco. El efecto era insignificante en los barriles, pero podía provocar la zozobra si el tanque se extendía a lo ancho del barco; un problema que se resolvía con una amplia subdivisión de los tanques.

Los buques cisterna fueron utilizados por primera vez por la industria petrolera para trasladar el combustible refinado a granel desde las refinerías a los clientes. Luego se almacenaba en grandes tanques en tierra y se subdividía para su entrega en lugares concretos. El uso de buques cisterna se impuso porque otros líquidos también eran más baratos de transportar a granel, almacenar en terminales específicas y luego subdividir. Incluso la fábrica de cerveza Guinness utilizaba buques cisterna para transportar la cerveza negra a través del Mar de Irlanda.

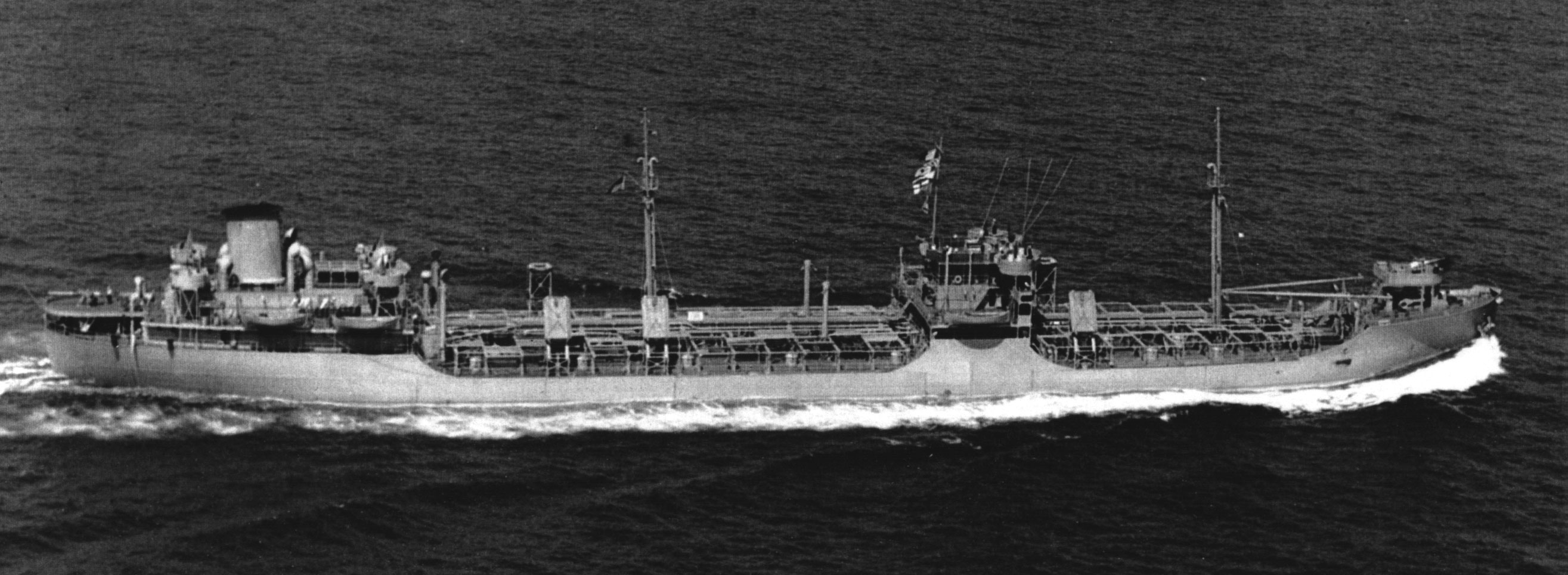
Un petrolero del tipo T2 de la Marina de los EE. UU., en 1943.

Los distintos productos requieren una manipulación y un transporte diferentes, con variantes especializadas como los «buques cisterna para productos químicos», los petroleros y los «buques de transporte de gas natural licuado», desarrollados para manipular productos químicos peligrosos, petróleo y productos derivados del petróleo, y gas natural licuado respectivamente. Estas amplias variantes pueden diferenciarse aún más con respecto a la capacidad de transportar un solo producto o de transportar simultáneamente cargas mixtas, como varios productos químicos diferentes o productos refinados del petróleo. Entre los petroleros, los superpetroleros están diseñados para transportar petróleo alrededor del Cuerno de África desde el Oriente Medio. El superpetrolero Seawise Giant, desguazado en 2010, tenía una longitud de 458 m y una anchura de 69 m. Los superpetroleros son uno de los tres métodos preferidos para el transporte de grandes cantidades de petróleo, junto con el  transporte por oleoducto y el transporte por ferrocarril.
Gracias a una normativa más estricta, los petroleros provocan ahora menos desastres medioambientales derivados de derrames de petróleo que en la década de 1970. Amoco Cádiz, Braer, Erika, Exxon Valdez, Prestige y Torrey Canyon fueron ejemplos de accidentes. Los derrames de petróleo de los petroleros ascendieron a unas 1000 toneladas en 2020 procedentes de tres incidentes (un mínimo histórico), frente a las 636 000 toneladas de 92 incidentes de 1979, lo que supone un descenso del 99,8%.

## Consideraciones de diseño
Muchos petroleros modernos están diseñados para una carga y una ruta específicas. El  calado suele estar limitado por la profundidad del agua en los puertos de carga y descarga; y puede estar limitado también por la profundidad de los estrechos por donde pasa a lo largo de la ruta de navegación preferida. Las cargas con alta presión de vapor a temperatura ambiente pueden requerir tanques presurizados o sistemas de recuperación de vapor. Pueden ser necesarios calentadores de tanques para mantener el petróleo crudo pesado, el combustible residual, el asfalto, la cera o la melaza en un estado fluido para su descarga.

## Regulaciones
Gracias a una normativa más estricta, los petroleros provocan ahora menos desastres medioambientales derivados de vertidos de petróleo que en los años setenta. Amoco Cadiz, Braer, Erika, Exxon Valdez, Prestige y Torrey Canyon fueron ejemplos de accidentes. Los vertidos de petróleo de los petroleros ascendieron a unas 1.000 toneladas en 2020 procedentes de tres incidentes (un mínimo histórico), frente a las 636.000 toneladas de 92 incidentes de 1979, lo que supone un descenso del 99,8%.
Para los buques de ámbito internacional, se aplica la normativa de la Organización Marítima Internacional, concretamente el Anexo I, prevención de la contaminación por hidrocarburos según MARPOL 73/78 y las reglas para la construcción según el SOLAS. Convenio. Entre ellos se incluyen los requisitos para los sistemas de gas inerte diseñados para suministrar gas inerte a los tanques de carga con el fin de evitar la presencia de una atmósfera explosiva.
Para los petroleros que operan en aguas de Estados Unidos o son propiedad de empresas con sede en EE. UU., existen normas que regulan su diseño, construcción y funcionamiento. Específicamente bajo el Código de Regulaciones Federales de EE. UU. Título 33 - Navegación y aguas navegables, Título 40 - Protección del medio ambiente, Título 46 - Navegación, Título 47 - Telecomunicaciones y Título 49 - Transporte.

## Capacidad de los buques cisterna
Los buques cisterna utilizados para los combustibles líquidos se clasifican según su capacidad.

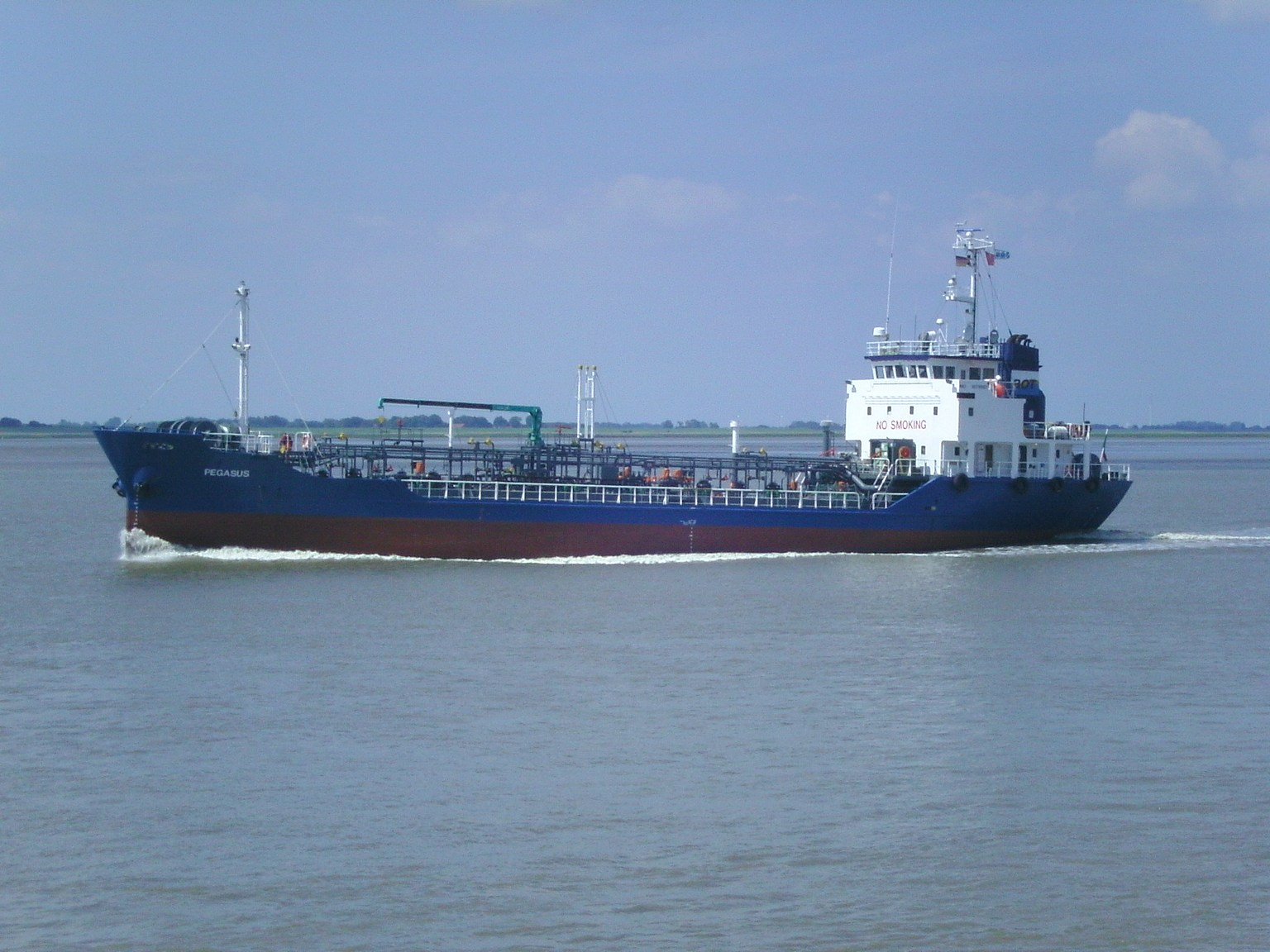
El pequeño petrolero costero Pegasus en el río Weser

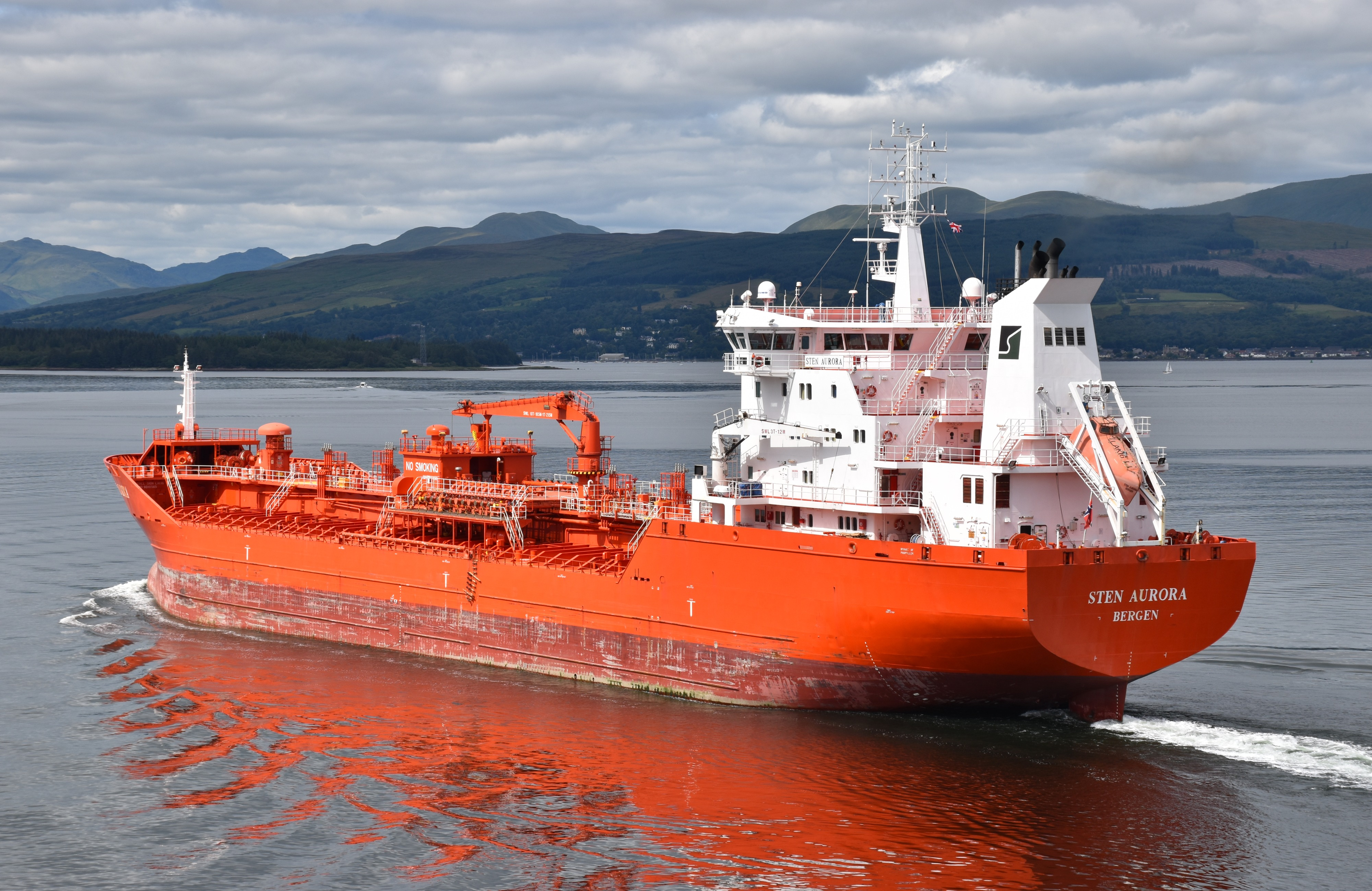
Petrolero químico Sten Aurora en el Firth of Clyde

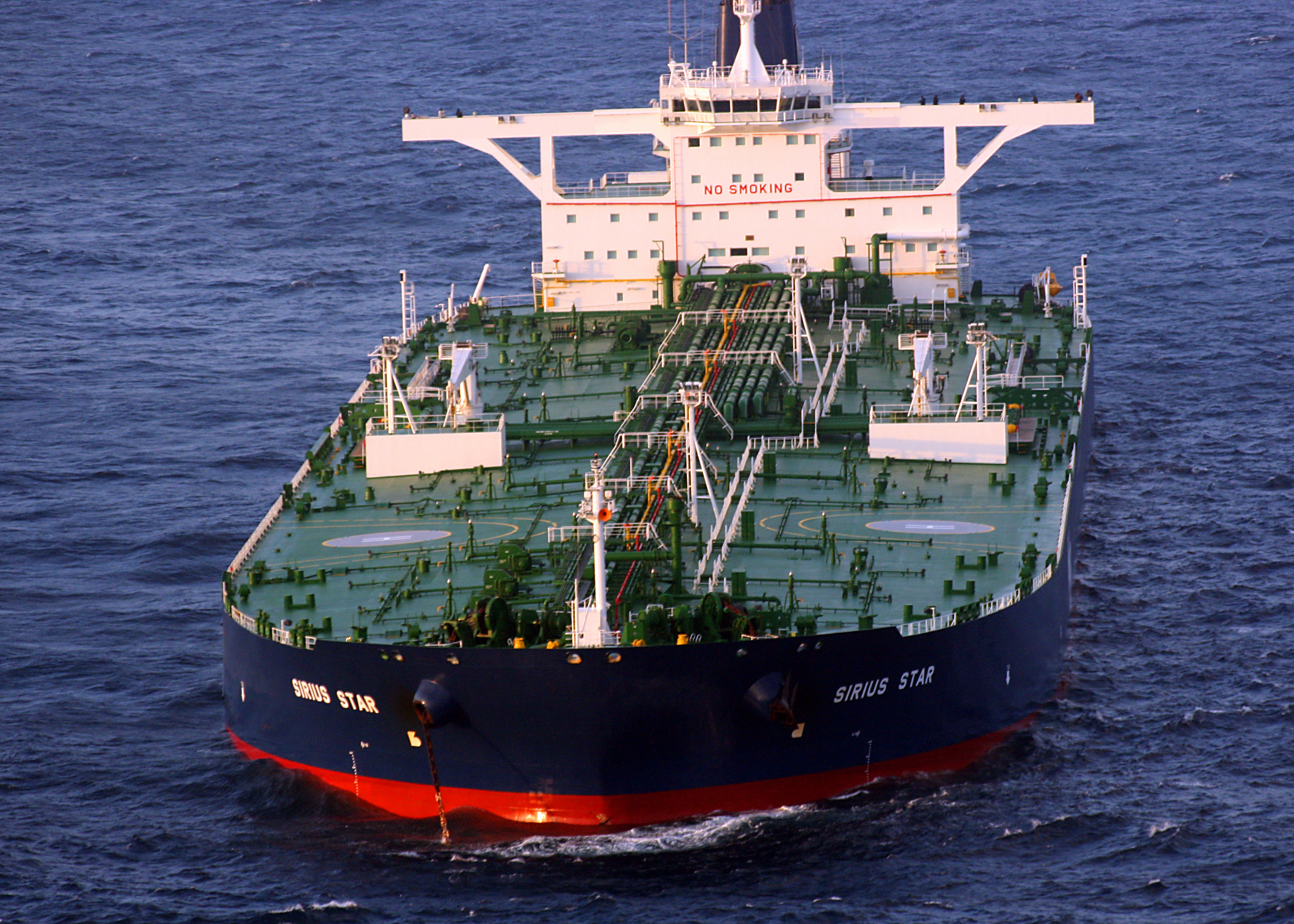
El Very Large Crude Carrier (VLCC) MV Sirius Star en 2008, después de su captura por piratas somalíes.

En 1954, la compañía Shell Oil desarrolló el sistema evaluación del flete medio, (conocido por el acrónimo AFRA por sus siglas en inglés), que clasifica a los petroleros de diferentes tamaños. Para convertirlo en un instrumento independiente, Shell consultó al London Tanker Brokers' (LTBP). Al principio, dividieron los grupos como General Purpose para los petroleros de menos de 25 000 TPM Medium Range para los buques entre 25 000 y 45 000 TPM y Large Range (más tarde Long Range) para los entonces enormes buques de más de 45 000 TPM. Los buques se hicieron más grandes durante la década de 1970, y la lista se amplió, donde las toneladas son toneladas métricas:
- 10 000–24 999 TPM: Small tanker
- 25 000–34 999 TPM: Intermediate tanker
- 35 000–44 999 TPM: Medium Range 1 (MR1)
- 45 000–54 999 TPM: Medium Range 2 (MR2)
- 55 000–79 999 TPM: Long Range 1 (LR1)
- 80 000–159 999 TPM: Long Range 2 (LR2)
- 160 000–319 999 TPM: Very Large Crude Carrier (VLCC)
- 320 000–549 999 TPM: Ultra Large Crude Carrier (ULCC)

NOTA: Los nombres de las diferentes categorías se dejan en inglés ya que es como son conocidos internacionalmente.

Distribución de tamaños de los buques de carga de crudo.

### Gama de tamaños de losVery Large Crude Carrier
Con cerca de 380 buques de la gama de tamaños 279 000 TPM a 320 000 TPM, estos son, con mucho, la gama de tamaños más popular entre los grandes VLCC.  Solo siete buques son mayores que esto, y aproximadamente 90 entre 220 000 TPM y 279 000 TPM.

## Flotas del mundo

### Estados de abanderamiento
En 2005, las estadísticas de la Administración Marítima de Estados Unidos contabilizaban 4024 petroleros de 10 000 o más en todo el mundo. De ellos, 2582 son de doble casco. Panamá es el principal estado de abanderamiento de los petroleros, con 592 buques registrados.  Otros cinco estados de pabellón tienen más de doscientos petroleros registrados: Liberia (520), Islas Marshall (323), Grecia (233), Singapur (274) y Las Bahamas (215). Estos estados de pabellón son también los seis primeros en cuanto al tamaño de la flota en términos de  toneladas de peso muerto.

### Flotas más grandes
Grecia, Japón y Estados Unidos son los tres primeros propietarios de buques cisterna (incluidos los que son de su propiedad pero registrados en otras naciones), con 733, 394 y 311 buques respectivamente.  Estas tres naciones suman 1.438 buques, es decir, más del 36% de la flota mundial.

### Constructores
Las empresas asiáticas dominan la construcción de petroleros. De los 4024 petroleros del mundo, 2822 (más del 70%) se construyeron en Corea del Sur, Japón y China.

## Estadísticas

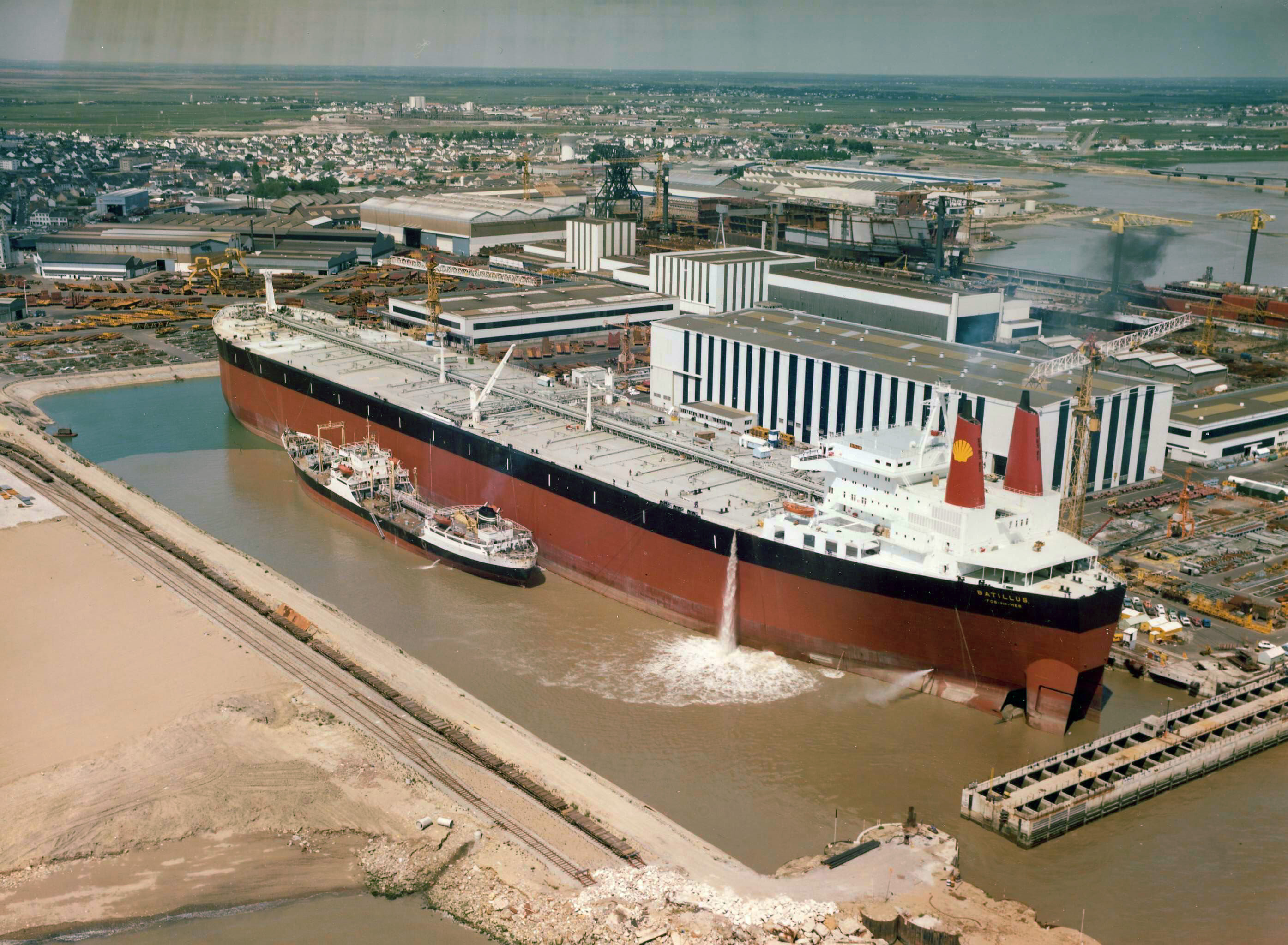
El superpetrolero Batillus

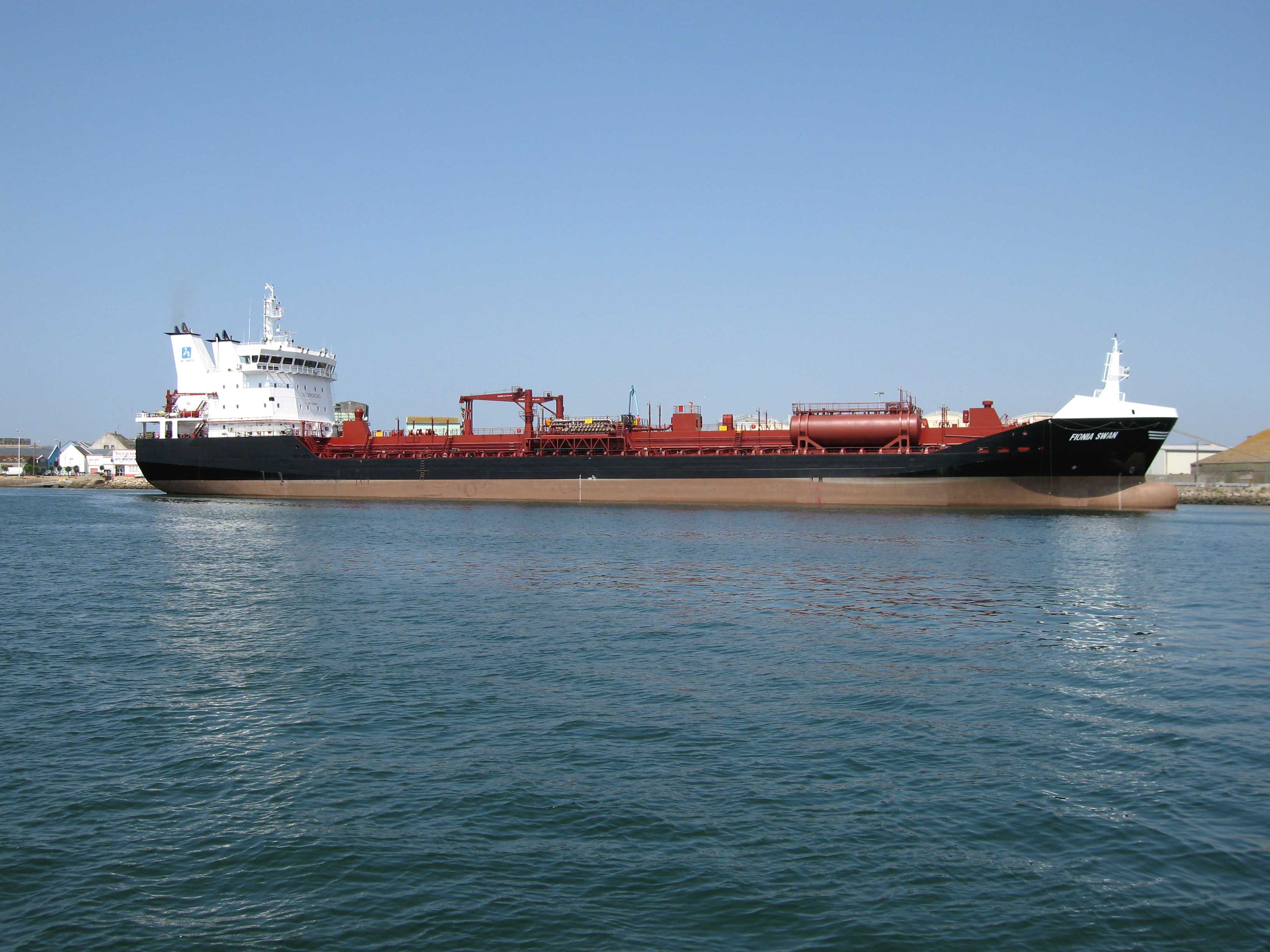
El buque de transporte de productos químicos Fiona Swan

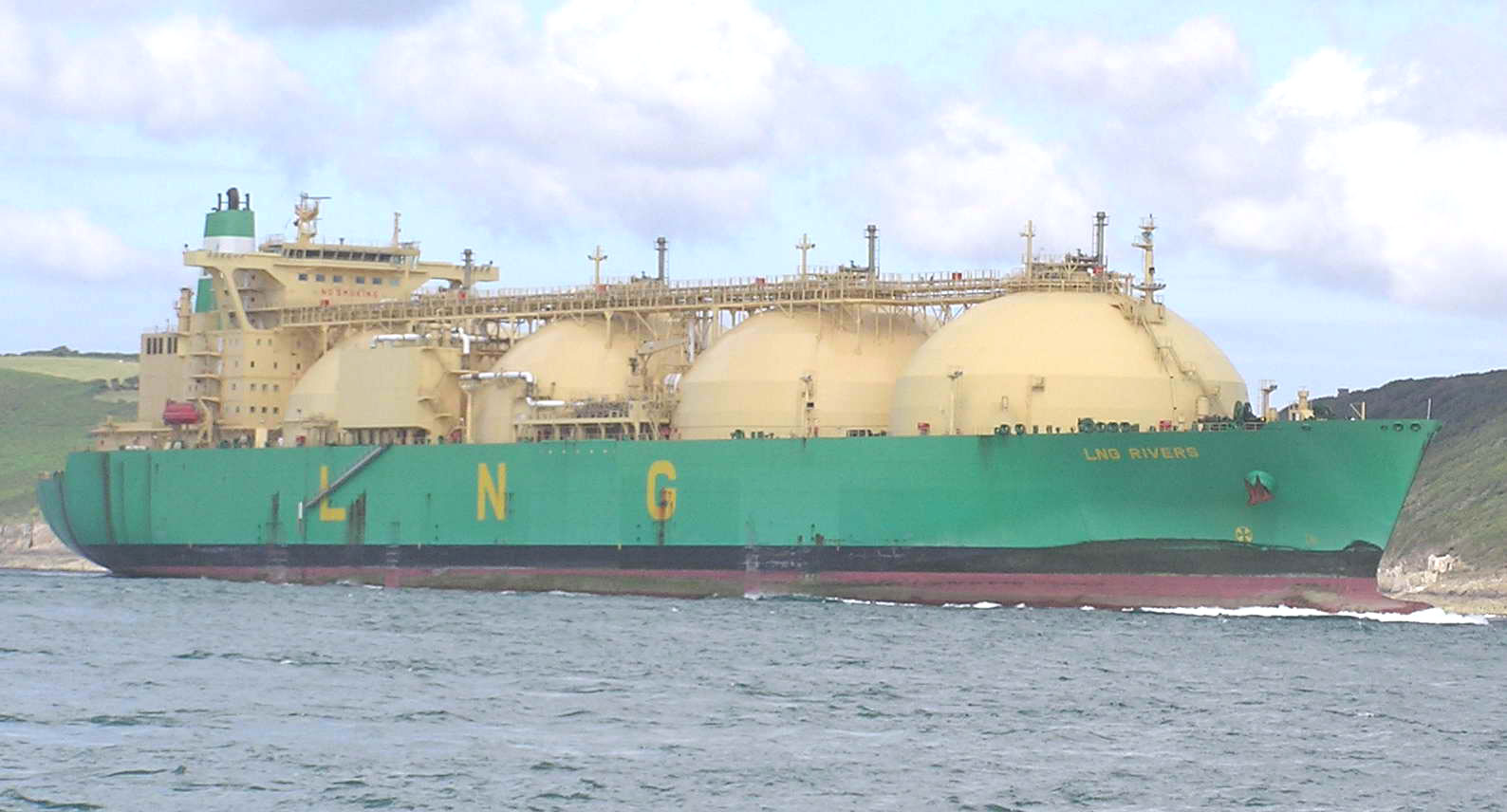
El barco metanero LNG Rivers

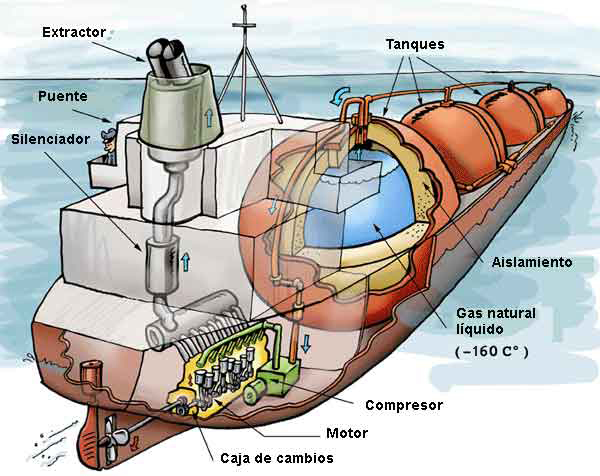
Esquema de la estructura de un barco metanero. Se aprecian los tanques esféricos.

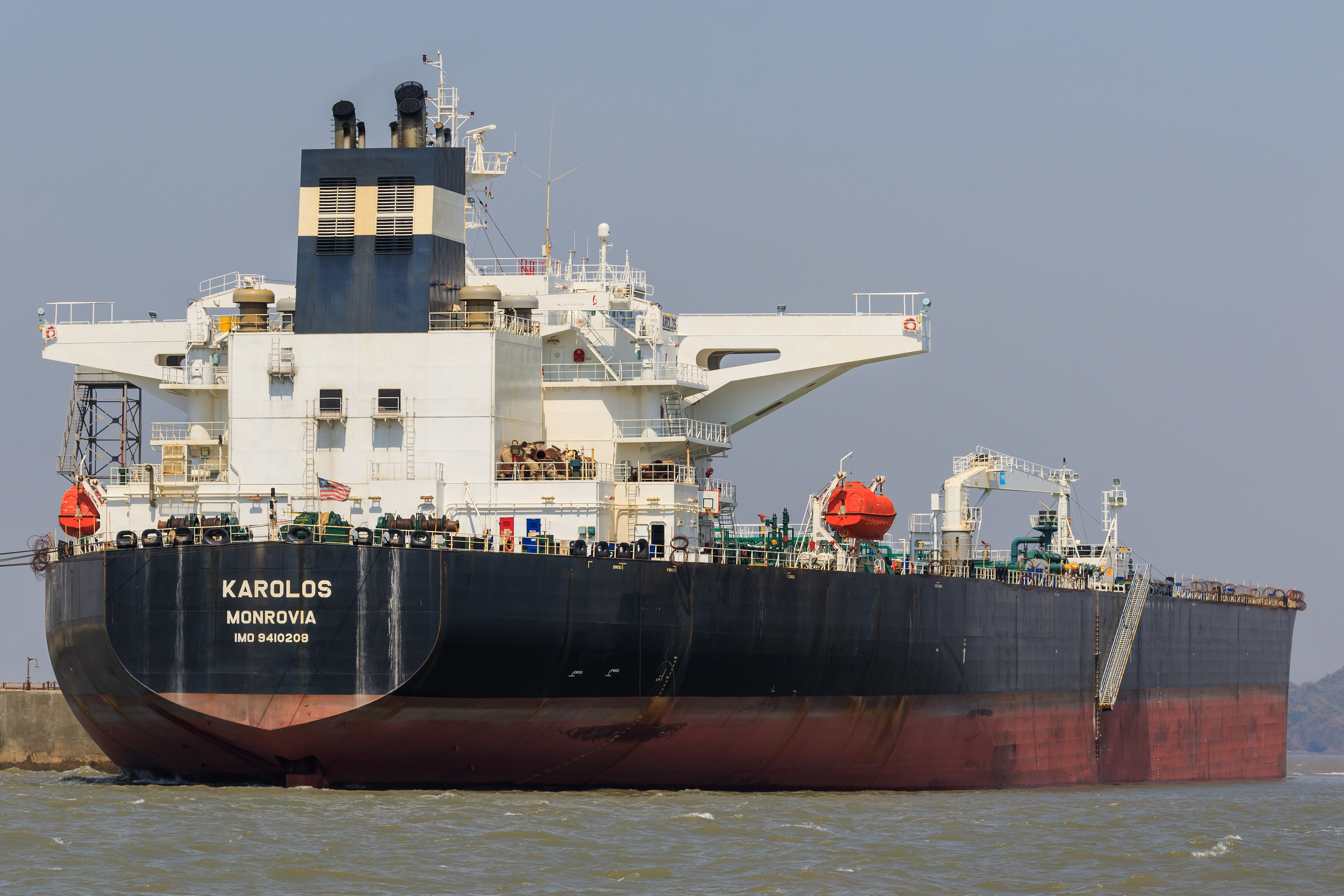
El petrolero Karolus, matriculado en Monrovia, en Mumbay India.

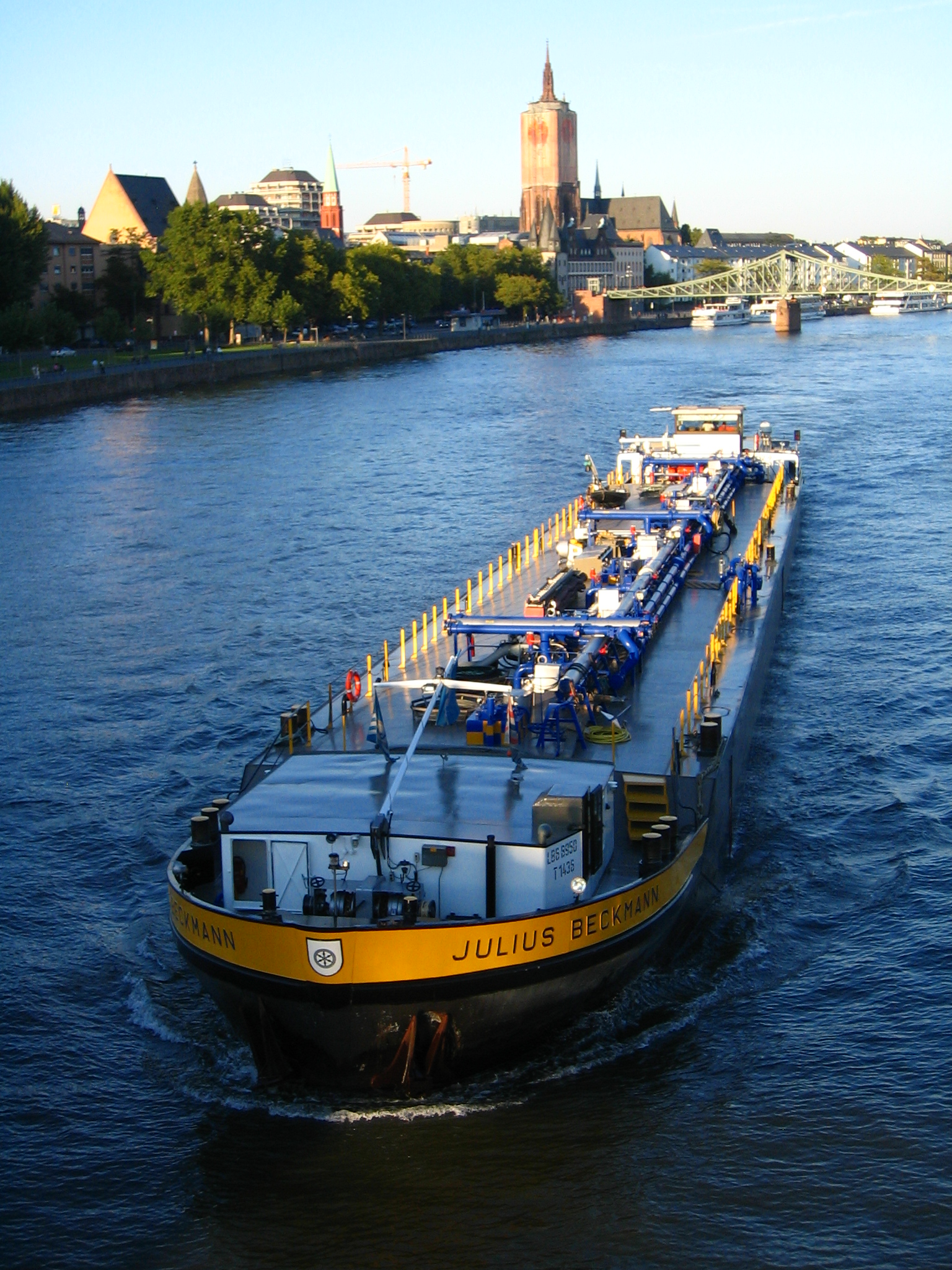
El barco petrolero TMS Julius Beckmann (86 metros de longitud, 9.5 metros de anchura, 1436 tons, construido en 1970) en el río Main, en Frankfurt am Main (Alemania) en 2006.

|             | 2016    | 2017    | 2018    | Variación en porcentaje, 2017-2018 |
| Petroleros  | 505 736 | 534 855 | 561 079 | + 4,74                             |
| Gas         | 54 530  | 59 819  | 64 317  | + 7,19                             |
| Quimiqueros | 41 295  | 43 225  | 44 597  | + 4,07                             |

## Publicación de referencia de prestigio
Petroleum Tables, un libro de William Davies, un antiguo capitán de petrolero, fue publicado en 1903, aunque Davies había impreso él mismo versiones anteriores. Incluyendo sus cálculos sobre la expansión y la contracción del petróleo a granel, y otra información para los oficiales de los petroleros, tuvo múltiples ediciones, y en 1915 The Petroleum World comentó que era "el libro estándar para los cálculos y las conversiones. "